# Othmar Murnik
Othmar Murnik OSB (* 26. April 1835 in Bischoflack, Oberkrain; † 9. September 1901 in Sankt Lambrecht, Steiermark) war ein österreichischer Benediktiner, der unter anderem von 1888 bis zu seinem Tod 1901 als Abt des Stifts St. Lambrecht in Erscheinung trat.

## Leben
Othmar Murnik wurde am 26. April 1835 in Bischoflack in Oberkrain (dem heutigen Škofja Loka in Slowenien) in eine Beamtenfamilie geboren. Im Jahre 1855 trat er in die Benediktinerabtei St. Lambrecht ein und absolvierte unter anderem ein philosophisch-theologisches Studium in Graz. Nach der feierlichen Profess und der Priesterweihe im Jahre 1858 war er in weiterer Folge als Pfarrer in diversen Kirchen tätig. Nach diversen seelsorglichen Tätigkeiten (unter anderem 13 Jahre als Kaplan in Weißkirchen in Steiermark) war er dabei zuletzt unter anderem von 1873 bis 1879 als Pfarrer in Zeutschach und von 1879 bis 1888 als Dechant, Pfarrvikar und Superior in Mariazell tätig. Gleich im Anschluss an sein Engagement bei der Basilika von Mariazell wurde er, nach dem Ableben des bisherigen Abtes Norbert Zechner, am 5. Juli 1888 zum 46. Abt von St. Lambrecht gewählt. Gleichzeitig war er auch der sechste Abt seit der Wiederbegründung der Abtei im Jahre 1802. Drei Tage nach seiner Wahl wurde er am 8. Juli 1888 in der Stiftskirche benediziert.
In der Zeit seines dortigen Wirkens erwarb er sich große Verdienste um die Restaurierungen der Pfarrkirchen von Aflenz, Veitsch und Pöllau, sowie des Gutsbesitzes Witschein (dem heutigen Svečina in Slowenien). Des Weiteren hatte er maßgeblichen Anteil an der Renovierung der Stiftskirche St. Lambrecht, sowie der 1424 erbauten Peterskirche, die seit der Aufhebung des Klosters durch Joseph II. im Privatbesitz war und als Holzschuppen diente. Sein Plan um die Anschaffung einer neuen Orgel ging nicht mehr. Am 9. September 1901 verstarb Murnik im Alter von 66 Jahren in Sankt Lambrecht und wurde drei Tage später in einem Metallsarg in der Peterskirche beigesetzt. Bei Renovierungsarbeiten im Jahre 2015 wurde, neben dem gotischen Kirchenboden und Spuren der barocken Altar- und Emporenfundamente, auch die Gruft freigelegt, in der Murnik 1901 im Metallsarg beigesetzt wurde.

## Ehrungen
- Fürstbischöflicher Konsistorialrat: 1888
- Ehrenbürger von Mariazell: 1888